# Estonie aux Jeux olympiques d'hiver de 1928
L'Estonie participe aux Jeux olympiques d'hiver de 1928 à Saint-Moritz en Suisse. Il s'agit de sa première participation aux Jeux olympiques d'hiver. L'athlète Eduard Hiiop est le porte-drapeau de la délégation estonienne qui comprend deux athlètes. L'équipe estonienne n'a pas remporté de médailles lors de la compétition.

## Résultats

### Patinage de vitesse
| Athlètes               | 500 mètres | 500 mètres | 1 500 mètres | 1 500 mètres | 5 000 mètres | 5 000 mètres |
| Athlètes               | Temps      | Rang       | Temps        | Rang         | Temps        | Rang         |
| ---------------------- | ---------- | ---------- | ------------ | ------------ | ------------ | ------------ |
| Christfried Burmeister | 46 s 2     | 15e        | 2 min 33 s 6 | 19e          | 9 min 46 s 2 | 24e          |
| Alexandre Mitt         | 47 s 7     | 22e        | 2 min 35 s 0 | 20e          | 9 min 35 s 2 | 21e          |